# جيرارد فان بيلي
جيرارد فان بيلي (بالإنجليزية: Gerard van Belle)‏ (و. 1968 –  م) هو عالم فلك من الولايات المتحدة الأمريكية . 

## التعليم
تعلم في جامعة وايومنغ، وجامعة جونز هوبكينز